# Desembarco de Kagoshima
El desembarco de Kagoshima fue la llegada del jesuita español San Francisco Javier en el año 1549, con la misión de predicar el cristianismo entre el pueblo japonés. Se lo considera una de las primeras relaciones conocidas entre España y el país nipón.

## Llegada a Japón y proceso de evangelización
En abril de 1549, San Francisco Javier partió de la zona de la actual India llegando el día de la Asunción a Japón junto a su expedición. Desembarcaron en Kagoshima, donde las autoridades niponas no les pusieron ninguna traba. A partir de ese momento, San Francisco decidió aprender un poco de japonés para poder traducir una sencilla exposición de la doctrina cristiana que posteriormente se dedicó a repetir a todos los que quisieran escucharle, convirtiendo así alrededor de un centenar de japoneses al cristianismo, e incluso descubriendo que algunas de las enseñanzas de su religión coincidían con el pensamiento budista de la mayoría de la población.
El religioso español obtuvo un permiso para predicar su fe religiosa en el país, donde pasaría dos años y tres meses en total, hasta poco antes de su muerte en 1552.
En julio de 1550, Francisco Javier decidió trasladarse a Hirado por primera vez junto a sus acompañantes, el padre Cosme de Torres y al misionero Juan Fernández después de oír la noticia de la llegada de un barco portugués a la isla un mes antes.

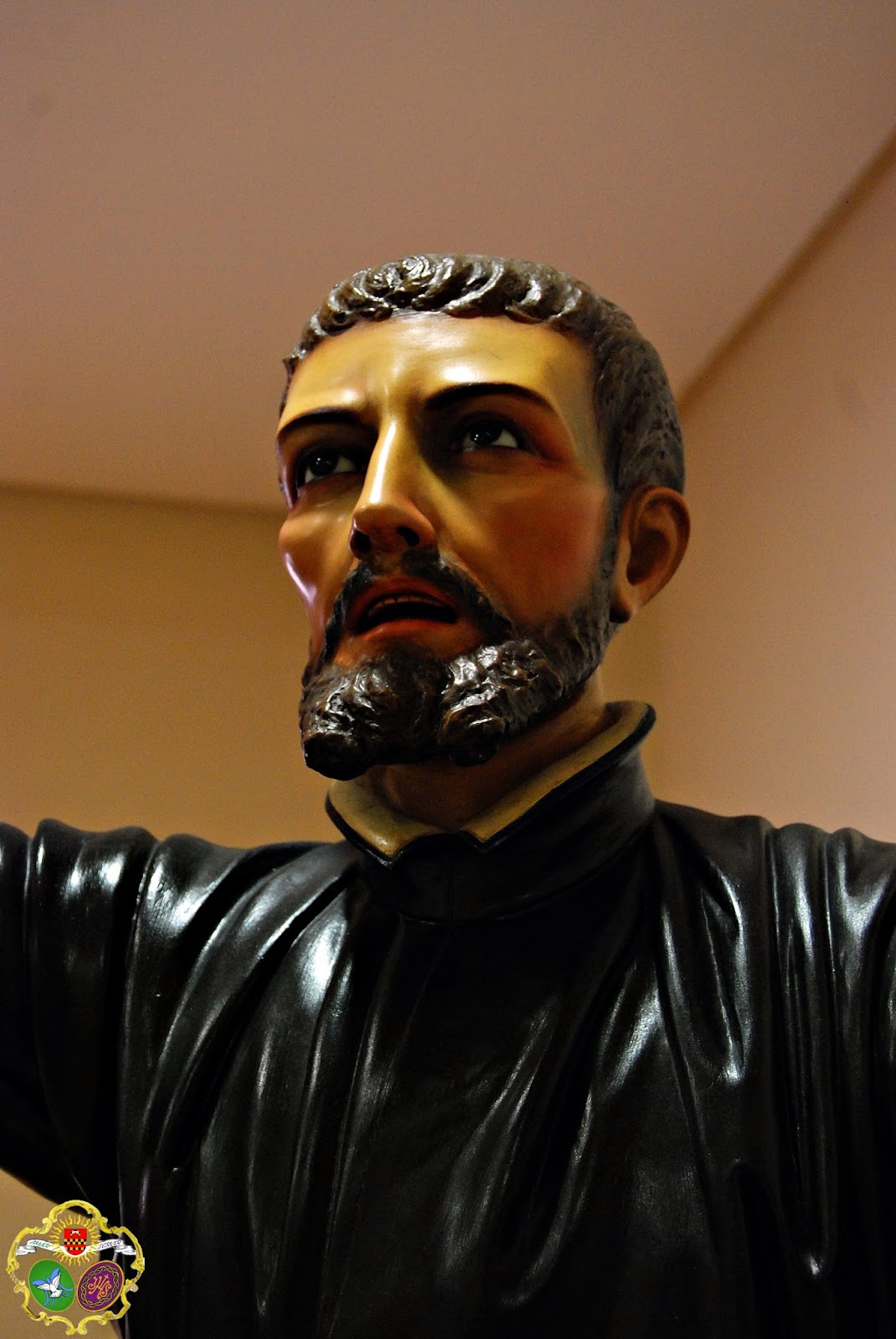
Figura de San Francisco Javier.

Así pues, la misión evangelizadora en Kagoshima quedaría en manos de Anjirō, el primer cristiano converso japonés de la historia (también conocido como Yajirō y posteriormente como Paulo de Santa Fé), al que Francisco Javier había conocido en lo que hoy es Malasia. Regresaría a Japón tras un encuentro con San Francisco Javier en 1549.

### Extensión del cristianismo por tierras japonesas
Las crónicas de los jesuitas cuentan que en apenas 20 días de misión evangelizadora en Hirado, San Francisco Javier logró reunir a más fieles de los que obtuvo en Kagoshima durante un año entero. Se cree que la misma misión evangelizadora debió tener éxito ya que Francisco Javier decidió poco después partir a Kioto para pedir una audiencia ante el emperador de Japón, en aquel entonces el Emperador Go-Nara, en busca de un permiso más amplio para poder predicar el cristianismo en todo el territorio japonés.
Poco después de su marcha a Kioto, en torno a enero de 1551, se construyó la primera iglesia de Japón en Hirado, cuyos restos hoy descansan en el parque Sakigata.
Tras su marcha, la misión evangelizadora en Hirado quedaría a cargo del padre Cosme de Torres. En la antigua capital, Kioto, sin embargo, San Francisco Javier y sus acompañantes quedarían decepcionados por la falta de poder real del emperador, por lo que volverían a Yamaguchi.
Allí se les permitió utilizar un templo budista abandonado para vivir y predicar el cristianismo en ese lugar durante varios meses. La historia dice que lograron convertir en fieles cristianos a más de 500 japoneses entre marzo y septiembre de 1551, aunque San Francisco Javier también tendría tiempo para regresar por tercera y última vez a Hirado en abril de 1551, visita que tuvo relación con la construcción de la primera iglesia en territorio japonés.

## Regreso a la India y muerte
En septiembre de ese mismo año 1551, el religioso viajaría a la provincia de Bungo, en la isla de Kyūshū, para recibir noticias sobre las misiones de la India de un barco portugués que había atracado allí. Francisco Javier partiría a la India en ese mismo barco tras llegar a la conclusión de que su presencia era más importante allí que en Japón. En la India descubrió la influencia que la cultura de china seguía teniendo en Japón, y con este pensamiento volvió a subir a un barco, esta vez con destino a China, para tratar de introducir allí el cristianismo.
Sin embargo, el 3 de diciembre de 1552 Francisco Javier murió al caer enfermo en la isla de Shangchuan después de pasar el otoño allí esperando el permiso para entrar en China. Algunos de los misioneros que llegaron a Japón con Francisco Javier mantendrían las misiones en Japón, aunque pocos años después comenzaría la persecución y el asesinato de portugueses, españoles y japoneses convertidos al cristianismo.

## Extensión y persecución del cristianismo en Japón
El cristianismo, tras su llegada con Francisco Javier y sus demás acompañantes, comenzaría a enfrentarse al monopolio de los budistas en Japón, y pronto sería perseguido como enemigo de la nación. La primera mártir cristiana de Japón es, de hecho, una mujer de Hirado conocida como María Osen, la cual murió asesinada en 1559 tras desobedecer el mandato de su marido de no adorar la cruz cristiana.
El mártir de Hirado sobre el que se tiene más conocimiento es el japonés que se convirtió en el primer cura cristiano del país, Sebastián Kimura, nacido en la isla en 1565, años después de la muerte de San Francisco Javier.
La familia Kimura fue la encargada de acoger a Francisco Javier en su hogar a su llegada a Hirado en 1550, por mandato del daimyo Matsura Takanobu. El religioso jesuita causó una gran impresión en el cabeza de familia de los Kimura gracias a la traducción de una selección de las sagradas escrituras que había podido realizar durante su periodo en Kagoshima. Él y su familia serían los primeros del centenar de habitantes del lugar bautizados por Francisco Javier en Hirado, y recibiría el nombre cristiano de Antonio.
Los descendientes de Antonio Kimura quedaron a partir de entonces ligados directamente con la historia del cristianismo en Nagasaki. Sebastián Kimura, nieto de Antonio Kimura, fue bautizado a temprana edad. A los 12 años se convirtió en dōjuku, un ayudante de los religiosos católicos cuyas labores son parecidas a las de los estudiantes budistas o kozō.
A pesar de las reticencias de los jesuitas de nombrar curas y sacerdotes japoneses al comienzo de sus misiones, a partir de 1580 comprendieron la importancia de contar con los nativos en la misión evangelizadora. Sebastián Kimura entraría en la Compañía de Jesús en 1585, con 19 años. No obstante las misiones cristianas comenzarían a encontrar dificultades para expandirse por Japón después de que Toyotomi Hideyoshi dictara el Bateren tsuihō rei, el Edicto de Prohibición del Cristianismo, el 24 de julio de 1587.
Muchos de los jesuitas que estaban en Kioto y otras regiones fueron trasladados a Hirado y, en algunos casos, a la India. Allí lograron retrasar el cumplimiento de la directriz de expulsión de los jesuitas durante algunos años. Sebastián Kimura continuó sus estudios en varios lugares donde los religiosos habían logrado refugiarse, como Shimabara o Amakusa. En 1595 fue elegido para ser el primer japonés que completase sus estudios filosóficos y teológicos junto a la Compañía de Jesús en Macao.

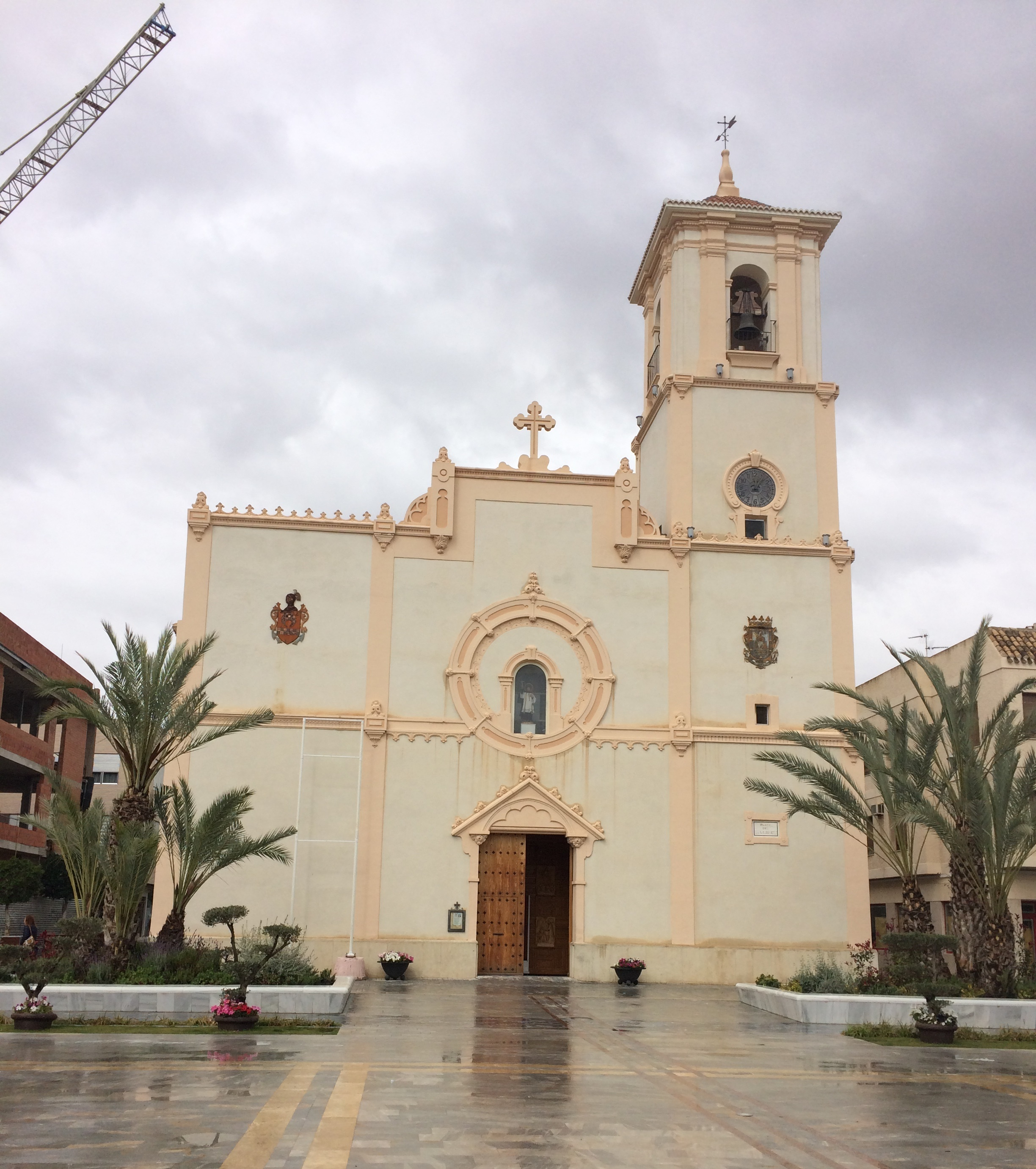
Iglesia de San Francisco Javier

En el año 1600 la paz volvió a instalarse en Japón tras la batalla de Sekigahara, y esto animó a los jesuitas a impulsar la aceptación de más japoneses dentro de la compañía. Ese año Sebastián Kimura volvería a Japón, donde un año después, en septiembre de 1601, sería ordenado cura a los 36 años de edad.
Su primera misión como cura sería precisamente en Hirado, en 1603. No obstante, en 1614 la persecución de los cristianos volvió a reanudarse, y muchos religiosos europeos fueron expulsados del país. Las misiones continuaron expandiéndose en secreto fundamentalmente gracias al trabajo de los fieles japoneses.
El 29 de junio de 1621, sin embargo, Sebastián Kimura sería traicionado por una sirviente coreana que había sido llevada a Japón como esclava. Pensando que así recobraría la libertad, la mujer coreana denunció a Kimura ante las autoridades. Él y muchos otros religiosos fueron encarcelados y trasladados en septiembre de 1622 a la colina de Nishisaka, donde murieron como mártires, decapitados o quemados en la hoguera.
Los cristianos japoneses vivirían ocultos hasta su descubrimiento por el religioso francés Bernard Petitjean en marzo de 1865, aunque no sería hasta 1871 que el cristianismo pudo volver a florecer en Japón.

## Enlaces
- https://www.nippon.com/es/features/c02303/
- https://web.archive.org/web/20180911044606/http://japantravel-bmj.com/kagoshima-2/
- https://viajesporjapon.wordpress.com/2010/12/22/san-francisco-en-kagoshima/ Archivado el 11 de septiembre de 2018 en Wayback Machine.
- https://books.google.es/books?isbn=8498406919
- https://web.archive.org/web/20131203014442/http://www.javerianos.org/QuienSomos/Javier/Molucas.htm

- Datos: Q60824598